# Прохладни
Прохладни (рус. Прохладный) град је у Русији у републици Кабардино-Балкарија. Према попису становништва из 2010. у граду је живело 59.595 становника.

## Становништво
Према прелиминарним подацима са пописа, у граду је 2010. живело 59.595 становника, 2.177 (3,52%) мање него 2002.
| 1939.  | 1959.  | 1970.  | 1979.  | 1989.  | 2002.  | 2010.  |
| ------ | ------ | ------ | ------ | ------ | ------ | ------ |
| 25.369 | 28.828 | 40.074 | 47.557 | 57.084 | 61.772 | 59.601 |